# Ozoroa benguellensis
Ozoroa benguellensis är en sumakväxtart som först beskrevs av Adolf Engler, och fick sitt nu gällande namn av R. Fernandes. Ozoroa benguellensis ingår i släktet Ozoroa och familjen sumakväxter. Inga underarter finns listade i Catalogue of Life.